# Hyporhagus emarginatus
Hyporhagus emarginatus is een keversoort uit de familie somberkevers (Zopheridae). De wetenschappelijke naam van de soort werd in 1888 gepubliceerd door George Charles Champion.